# Orkhestra International
Orkhêstra, éditeur et distributeur phonographique indépendant  Isabelle Meillier a créé les structures d’Orkhestra ainsi que le site marchand,en 1993. Au sein d’un catalogue fort de plus de 120 labels et de 8000 références, on trouve des musiciens comme John Zorn Aardvark Jazz Orchestra, Paul Jeffrey, Steve Coleman, Fred Frith...
Toutes sortes de musiques (jazz, classiques, contemporaines, expérimentales, électroniques, rock progressif, chanson, musiques traditionnelles, improvisées, etc) en provenance du monde entier. Orkhêstra a cessé ses activités le 31 décembre 2024. 